# Corazón Aquino
María Corazón Sumulong Cojuangco Aquino, coneguda popularment com a Corazón Aquino o Cory Aquino, (Paniqui, Filipines, 25 de gener de 1933 - Makati City, 1 d'agost de 2009) fou una política filipina. Va arribar a convertir-se en Presidenta de les Filipines, la primera dona a esdevenir cap d'estat a Àsia, després de la destitució del dictador Ferdinand Marcos l'any 1986.

## Biografia

### Joventut
María Corazón Sumulong Cojuangco va néixer el 25 de gener de 1933 a la ciutat de Paniqui, població situada prop de Tarlac, a l'illa de Mindanao, en una família mestissa de classe adinerada.
De ben joveneta viatjà a l'estranger, estudiant a la Ravenhill Academy de Filadèlfia, la Notre Dame Convent School de Nova York i el College of Mount Saint Vincent, també de la ciutat de Nova York, on va estudiar matemàtiques i francès i es va graduar el 1953.

### Casament i exili
L'any 1953 va retornar a les Filipines, en aquells moments sota el règim dictatorial de Ferdinand Marcos, per estudiar dret a la Far Eastern University. El 1955 es casà amb Benigno Aquino, el qual havia estat estat escollit alcalde de la població de Concepción de la província de Tarlac als 22 anys. Pel seu casament María Corazón adquirí el cognom del seu marit, passant-se a denominar Corazón Aquino.
L'any 1967 Benigno Aquino fou nomenat senador, i des d'aquest càrrec es convertí en un dels màxims crítics del règim de Marcos. Ferm candidat en les eleccions presidencials de 1973, Marcos abolí la constitució de 1935 i imposà la llei marcial a tot el país, inhabilitant l'oposició i perpetuant-se en el poder. Benigno fou arrestat i empresonat, però el 1978 decidí presentar-se a les eleccions parlamentàries filipines estant a la presó, delegant la seva campanya en Corazón. A la dècada del 1980, per mediació del president dels Estats Units Jimmy Carter, els Aquino pogueren exiliar-se del país, passant a residir a Boston (Estats Units), des d'on lluitaren per aconseguir el seu retorn i, de retruc, el retorn de la llibertat i democràcia al seu país. El 1983 Benigno fou autoritzat a retornar del seu exili, però el 21 d'agost d'aquell any en la seva arribada a l'Aeroport Internacional de Manila fou assassinat a la mateixa pista de l'aeroport. A la mort de Benigno Corazón retornà a les Filipines, encapçalant la comitiva fúnebre del seu marit, i on fou convençuda pels seguidors d'aquest perquè formés part de coalició Lakas ng Bayan (LABAN).

### Mort
Retirada de la política, Corazón Aquino va morir el dia 1 d'agost de 2009 a l'Hospital Makati de Manila a conseqüència d'una aturada cardiorespiratòria, després d'una llarga malaltia de càncer de còlon.

## Activitat política

### Candidata presidencial
El novembre de 1985 Ferdinand Marcos va convocar eleccions generals per a l'any següent. Això va fer que el United Nationalists Democratic Organizations (UNIDO, en català: Organitzacions Democràtiques de Nacionalistes Units), el principal grup de l'oposició al règim, proposés ràpidament al senador Salvador Laurel, fill de l'antic president José Paciano Laurel, com a candidat a les eleccions. El magnat Joaquín Chino Roces, però, no estava segur de la victòria de Laurel, per la qual cosa va temptar a Aquino de presentar-se com a vicepresidenta. Després d'obtenir el suport popular necessari per poder ser candidata a les llistes de l'UNIDO el mateix Laurel va optar per convertir a Aquino com a candidata presidencial i quedar-se ell en un segon pla com a vicepresident.
En les eleccions de febrer de 1986 el guanyador fou, novament, Ferdinand Marcos, si bé aquestes eleccions no foren exemptes de polèmica pels seus resultats. Aquino no reconegué la victòria de Marcos i, si bé el dia 25 de febrer es van realitzar dues investidures independents al poder, el suport popular a Aquino feu que el poder de Marcos s'anés debilitant ràpidament.

### Ascens a la presidència

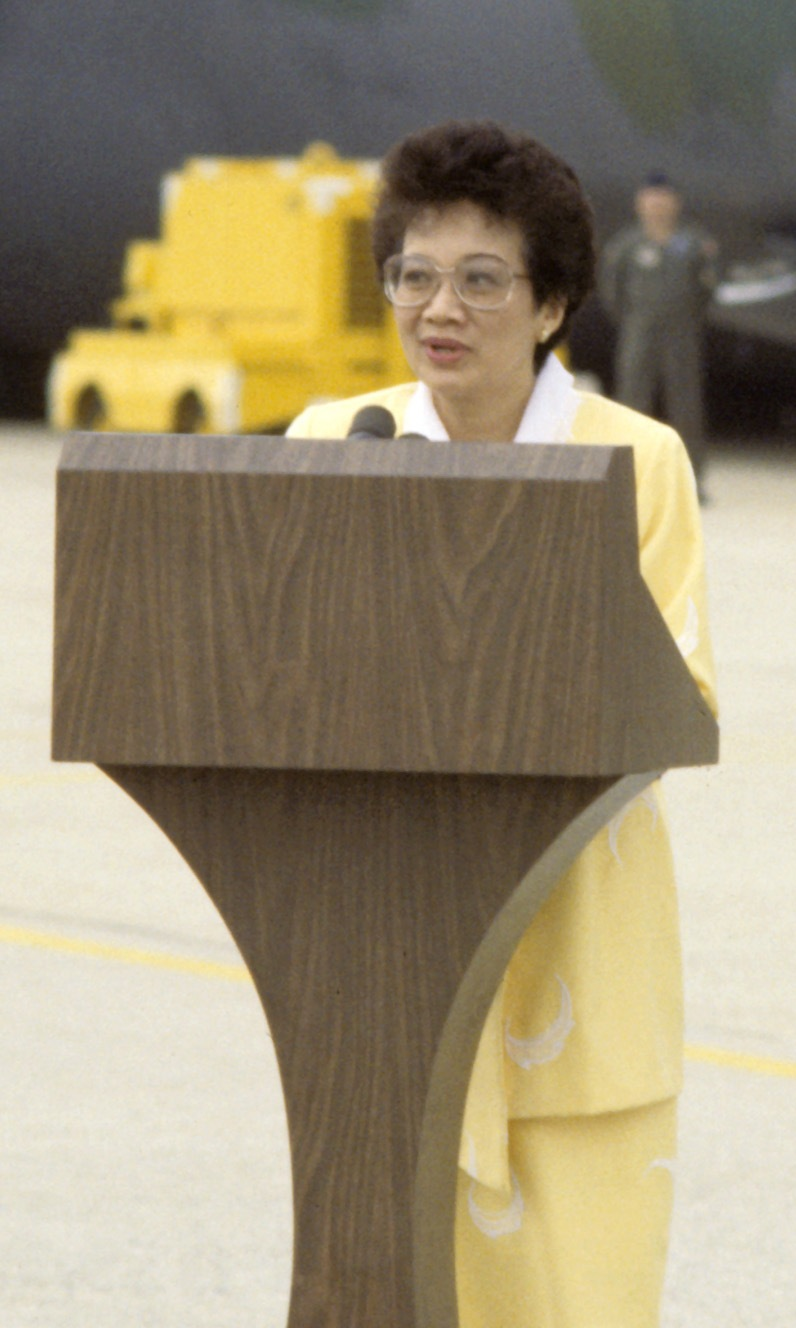
Corazón Aquino l'any 1986.

El 22 de febrer de 1986 la Revolució del Poder Popular va ser accionada per dos importants aliats de Marcos, el ministre de Defensa Juan Ponce Enrile i el vicecomandant en Cap de les Forces Armades Fidel Ramos, que van convidar al dictador a dimitir i van prendre el comandament de dos camps militars a Quezon City. Aquino, que estava a la ciutat de Cebu quan va explotar la rebel·lió, va tornar a Manila i va aconseguir unir tots els rebels contra els anys de dictadura de Marcos, creant una gran barricada humana que va aconseguir protegir els insurgents. Al matí del 25 de febrer de 1986 Aquino va fer el jurament per a assumir la presidència prop de l'oficina administrativa de la Cort Suprema de la Cort de Justícia Associada Claudio Teehankee. Marcos va realitzar un jurament similar el mateix dia a l'oficina del Palau Malacañang, però aquella mateixa nit abandonà el país per fugir a l'exili.

### Presidència
Amb la marxa de Marcos a l'estranger, Aquino es veié catapultada a la presidència, havent d'enfrontar-se a un grap repte: la restauració de la nació.
Va establir un govern revolucionari sota els termes d'una provisional Constitució de la Llibertat, establint legalment l'estructura d'un govern que estava pendent d'adoptar una nova constitució, amb un esborrany democràtic i permanent. A finals de 1986 l'administració d'Aquino va designar una comissió constitucional per a l'esborrany de la nova constitució, sent ratificada el 7 de febrer de 1987. A continuació hi haugué eleccions locals i del congrés, instituint un govern basat en un mandat popular i democràtic.

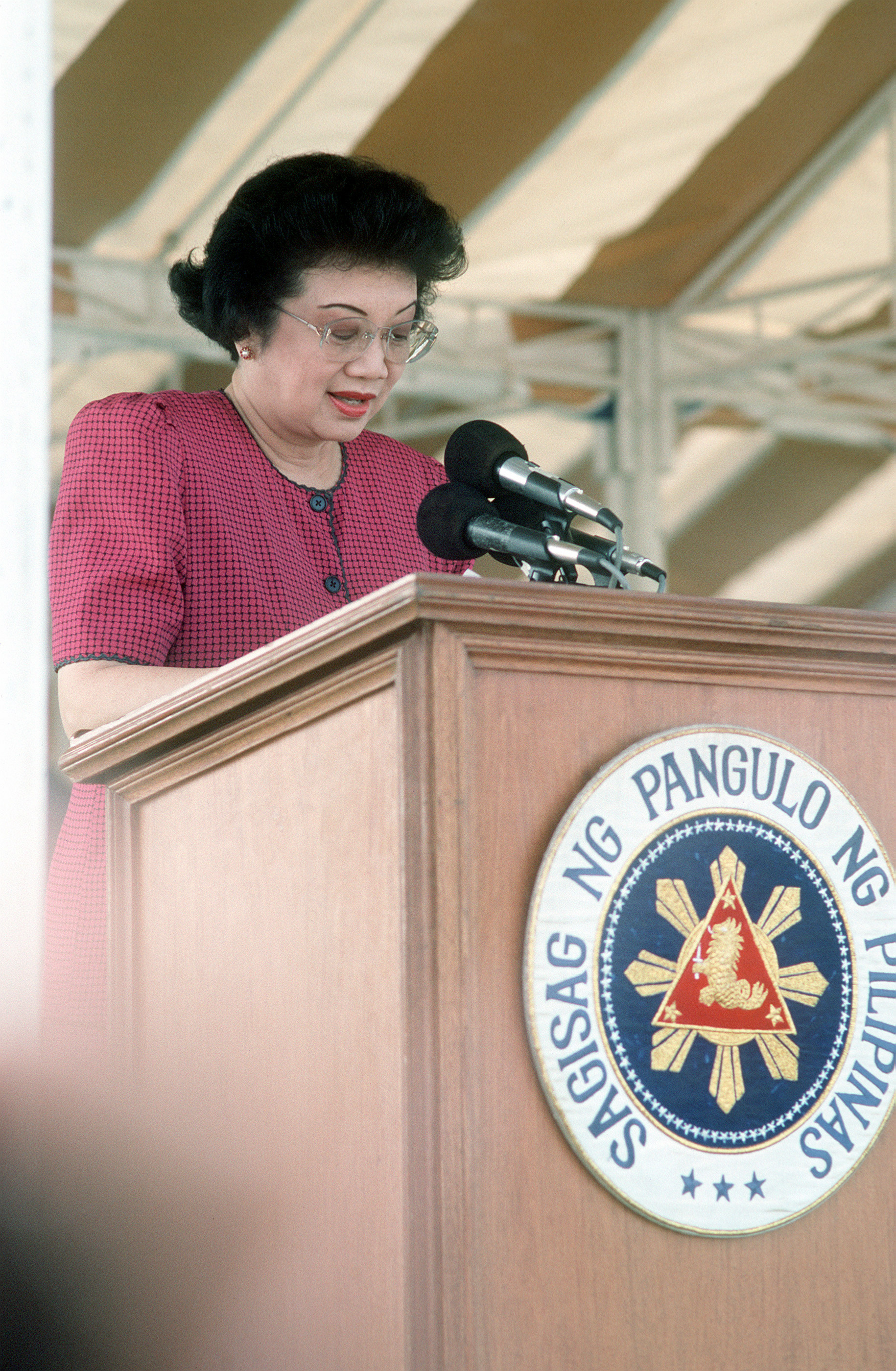
Corazón Aquino l'any 1992.

Aquino va obtenir elogis pel seu suport de la democràcia, i va ser seleccionada com a Persona de l'Any 1986 per la Revista Time. A pesar de la seva enorme popularitat personal i de la nova constitució va continuar enfrontant-se a repetits intents de cops d'estat militars i a la insurrecció comunista. Els partidaris de Marcos van continuar oposant-se al govern, culminant en un intent fallit el juliol de 1986 d'establir un govern rival a l'Hotel Manila amb Arturo Tolentino com a president temporal. L'agost de 1987 sofrí un nou intent de cop d'estat, fet que es repetiria el desembre de 1989, ambdós cops liderats pel coronel Gregorio Honasan.

## Postpresidència (1992-2009)

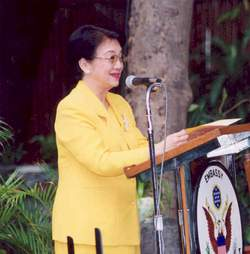
Corazón Aquino parla abans de la cerimònia de lliurament del Premi Ninoy Aquino 2003 a l’Ambaixada dels Estats Units a Manila.

En finalitzar la seva vida política Aquino continuà la seva tasca de difusió de la democràcia, el pacifisme i la igualtat de sexes arreu d'Àsia.

### Nacional
En les eleccions filipines de 1992 Aquino va donar suport a Fidel V. Ramos, cap d'Estat Major de l'exèrcit durant el mandat de Marcos i la deserció del qual va ser crucial per a la revolució popular. Aquesta decisió va ser impopular entre molts dels seus partidaris, incloent l'Església Catòlica (Ramos és Protestant). Ramos va guanyar per poc amb només el 23,5% dels vots, i la succeir com a president el 30 de juny de 1992.
El 1997, Aquino, juntament amb el cardenal Jaime Sin, va encapçalar una manifestació oposant-se a l'intent del president Fidel Ramos d'allargar el seu mandat mitjançant la seva proposta d'esmenar la restricció de la Constitució de 1987 sobre els límits de mandats presidencials. El canvi de carta proposat per Ramos fracassaria, deixant els límits de mandats i el sistema presidencial vigents.
L'any 1998 donà suport a Alfredo Lim, alcalde de Manila, en les eleccions presidencials. Lim, però, quedà en cinquena posició en les eleccions de maig d'aquell any que guanyà, de forma aclaparadora, Joseph Estrada. El gener de 2001 donà suport a la revolta popular que pacíficament expulsà del poder Joseph Estrada, i que portà a la presidència la que en aquell moment era la vicpresidenta del país, Gloria Macapagal-Arroyo.
El 1999, Aquino i el cardenal Jaime Sin van tornar a treballar junts per oposar-se a un segon pla per modificar la Constitució i eliminar els límits de mandats, aquesta vegada sota la presidència d'Estrada. El president Estrada va declarar que el seu pla per modificar la Constitució pretenia eliminar les disposicions que restringeixen les activitats i les inversions econòmiques, i Estrada va negar que fos un intent d'allargar la seva permanència al càrrec. El canvi de carta proposat per Estrada també fracassaria.
L'any 2000, Aquino es va unir a les creixents peticions perquè Estrada dimitís del càrrec, enmig d'una sèrie d'escàndols de corrupció, incloent-hi fortes acusacions de suborns i comissions en jocs d'atzar. Estrada va ser destituït per la Cambra de Representants el novembre del 2000, però absolt pel Senat el desembre, cosa que va conduir el gener del 2001 a la Segona Revolució EDSA, que va enderrocar Estrada. Durant la Segona Revolució EDSA, Aquino va donar suport amb entusiasme a l'ascens de la vicepresidenta Gloria Macapagal-Arroyo al càrrec de presidenta. En el judici posterior de Joseph Estrada, Estrada va ser absolt de perjuri, però va ser declarat culpable de saqueig i condemnat a reclusió perpètua amb les penes accessòries d'inhabilitació perpètua de càrrec públic i confiscació de riquesa il·lícita el 12 de setembre de 2007. Estrada va ser indultat pel president Macapagal-Arroyo el 26 d'octubre de 2007.
El 2005, després d'una sèrie de revelacions i denúncies que implicaven la presidenta Gloria Macapagal Arroyo en la manipulació de les eleccions presidencials del 2004, Aquino va demanar a Arroyo que dimitís per evitar vessaments de sang, violència i un major deteriorament polític. Aquino va tornar a liderar manifestacions massives al carrer, aquesta vegada exigint la dimissió de la presidenta Arroyo.
Durant les eleccions senatorials de 2007, Aquino va fer campanya activament pel seu únic fill, Benigno Noynoy Aquino III, que va guanyar les eleccions. Menys d'un any després de la mort de Corazón Aquino el 2009, Benigno Aquino III va guanyar les eleccions presidencials filipines del 2010 i va exercir com a 15è president de les Filipines del 2010 al 2016.
El desembre de 2008, Corazón Aquino va expressar públicament el seu pesar per la seva participació en la Segona Revolució EDSA de 2001, que va instal·lar Gloria Macapagal-Arroyo com a presidenta. Va demanar disculpes a l'expresident Joseph Estrada pel paper que va tenir en la seva destitució el 2001. Les disculpes d'Aquino van rebre crítiques de nombrosos polítics. El juny de 2009, dos mesos abans de la seva mort, Aquino va emetre una declaració pública en què denunciava i condemnava enèrgicament els plans de l'administració Arroyo de modificar la Constitució de 1987, qualificant-ho d'abús de poder descarat.

### Internacional
Poc després de deixar la presidència, Aquino va viatjar a l'estranger, fent discursos i conferències sobre temes de democràcia, desenvolupament, drets humans i apoderament de les dones. A la reunió de la Comissió Mundial de Cultura i Desenvolupament de la UNESCO de 1994 a Manila, Aquino va pronunciar un discurs en què instava a l'alliberament incondicional de la líder democràtica birmana Aung San Suu Kyi. Va sol·licitar l'alliberament d'Aung San Suu Kyi.
Aquino va ser membre del Consell de Dones Líders Mundials, una organització internacional de caps d'estat anteriors i actuals, des de la creació del grup el 1996 fins a la seva mort.
El 1997, Aquino va anar a ls vetlla i funeral de Santa Mare Teresa de Calcuta, a qui va conèixer durant la visita d'aquesta última a Manila el 1989. El 2005, Aquino es va unir a la comunitat internacional en el dol per la mort del Papa Joan Pau II.
El 2002, Aquino va esdevenir la primera dona nomenada membre de la Junta de Govern de l’Institut Asiàtic de Gestió, una escola de negocis i grup de reflexió líder a la regió Àsia-Pacífic. Va formar part de la Junta fins al 2006.

### Iniciatives benèfiques i socials
Després del seu mandat com a presidenta, Aquino va participar en diverses activitats benèfiques i iniciatives socioeconòmiques. Des del 1992 fins a la seva mort, Aquino va ser presidenta de la Fundació Benigno S. Aquino Jr., que va crear en honor del seu marit després del seu assassinat el 1983. Aquino va donar suport al projecte d'habitatge social Gawad Kalinga per a persones pobres i sense llar. El 2007, Aquino va ajudar a establir la Fundació PinoyME, una organització sense ànim de lucre que té com a objectiu proporcionar programes i projectes de microfinançament per a les persones pobres. Aquino també pintava i ocasionalment regalava els seus quadres a amics i familiars o els subhastava i donava els beneficis a la beneficència. Mai va vendre la seva obra d'art per al seu propi benefici.

## Malaltia i mort
El 24 de març de 2008, la família d'Aquino va anunciar que a l'expresident li havien diagnosticat càncer colorectal. Després que els metges li haguessin informat prèviament que només li quedaven tres mesos de vida, va seguir tractament mèdic i quimioteràpia. Es van celebrar una sèrie de misses de curació per a Aquino, que era una catòlica devota, arreu del país per a la seva recuperació. En una declaració pública durant una missa de curació el 13 de maig de 2008, Aquino va dir que les seves anàlisis de sang indicaven que responia bé al tractament, tot i que la seva pèrdua de cabell i gana era evident.
El juliol de 2009, es va informar que Aquino patia pèrdua de gana i es trobava en un estat molt greu. En aquell moment estava internada al Centre Mèdic de Makati. Més tard es va anunciar que Aquino i la seva família havien decidit aturar la quimioteràpia i altres intervencions mèdiques per a ella.
Aquino va morir al Centre Mèdic de Makati a les 3:18 de l'1 d'agost de 2009, a causa d’una aturada cardiorespiratòria als 76 anys.

### Vetlla i funeral

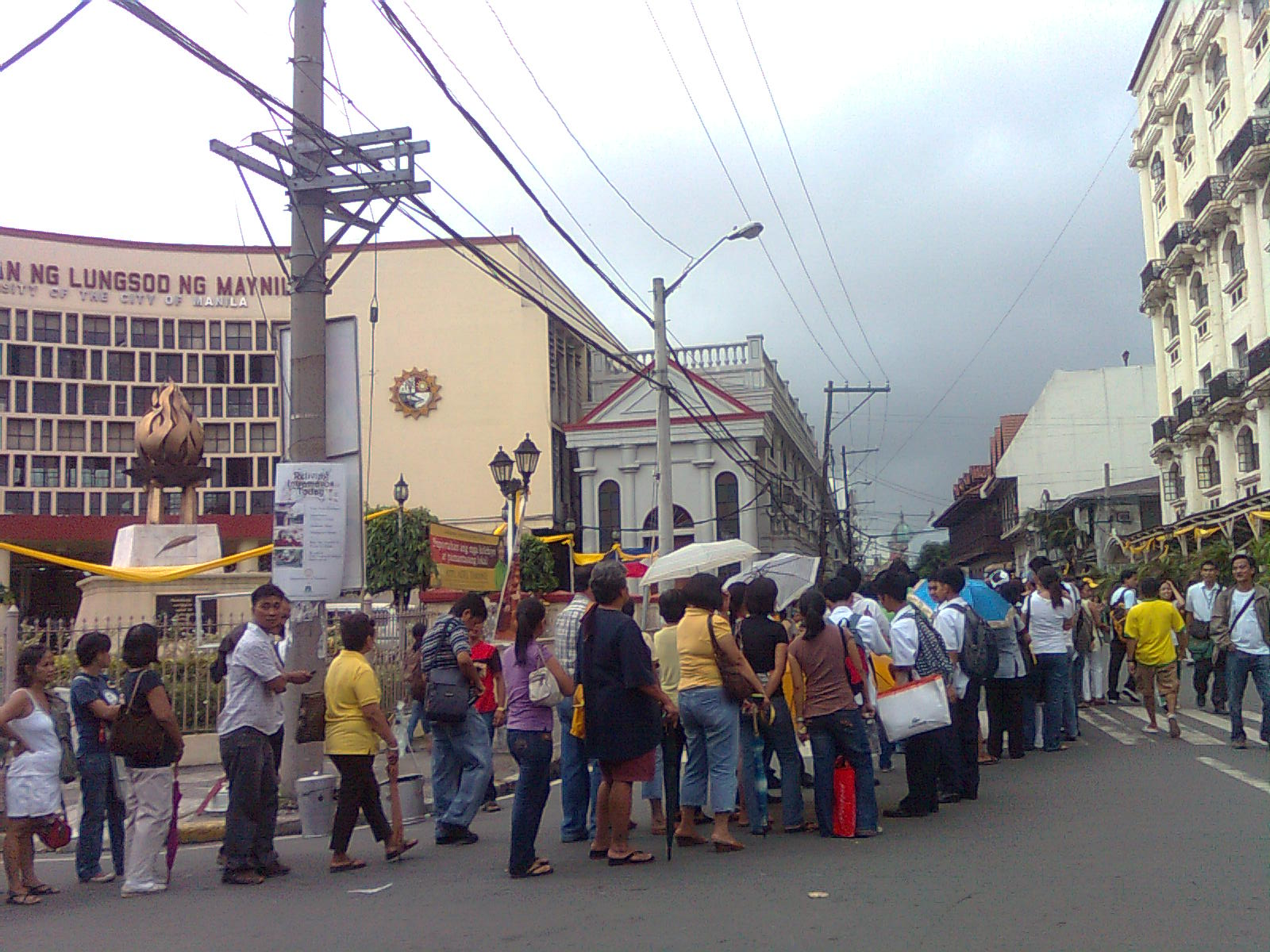
Cua per al despertar d'Aquino davant del campus de Pamantasan ng Lungsod ng Maynila, que havia obert les seves instal·lacions per als dolents. La creu que corona la cúpula de la catedral de Manila és visible a la part superior dreta de la foto.

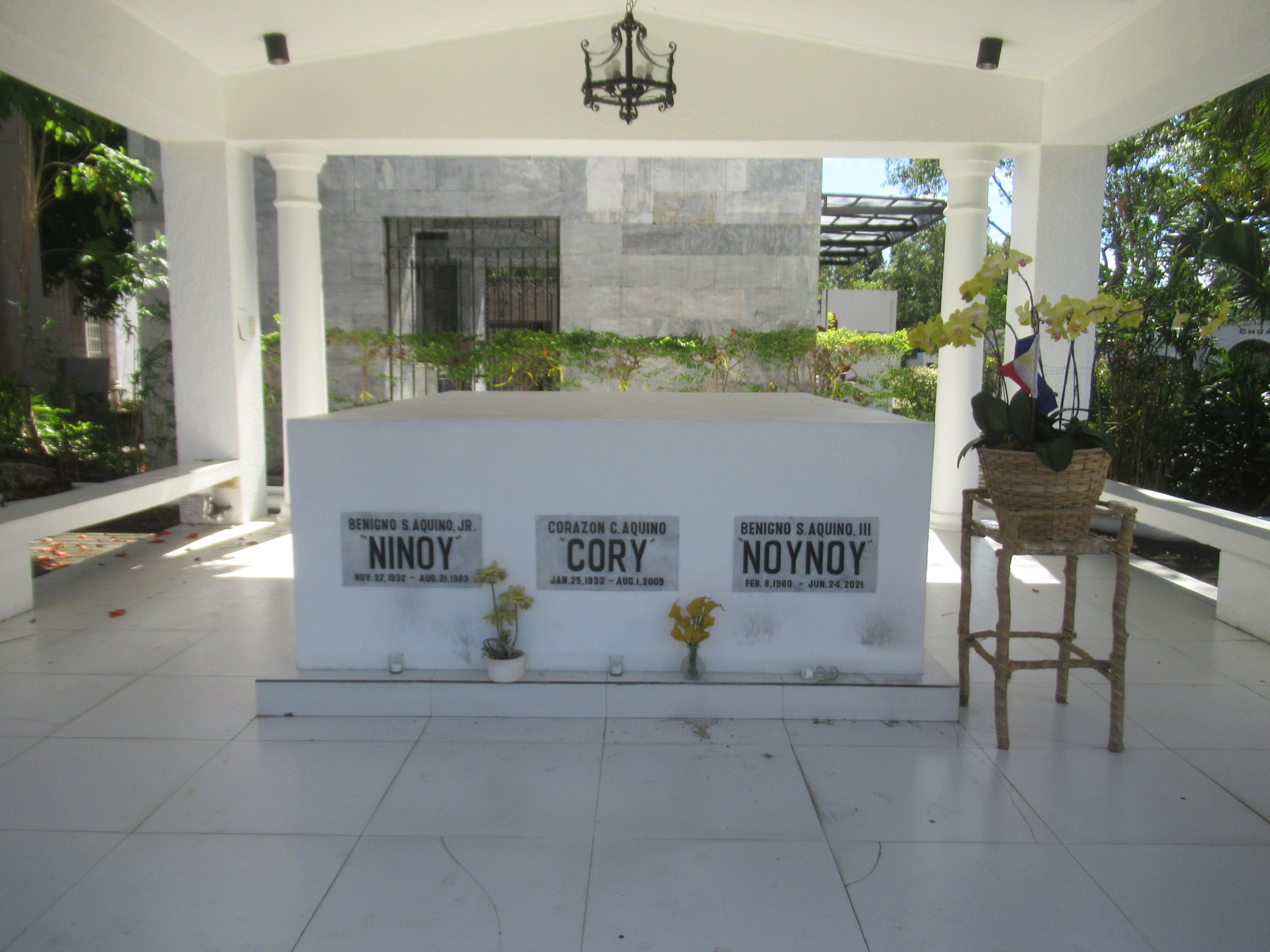
La tomba compartida de Corazon, Ninoy i Noynoy Aquino al Manila Memorial Park a Parañaque, Filipines, fotografiada el 2025.

El dia de la mort d'Aquino, la presidenta Gloria Macapagal Arroyo va anunciar un període de dol de 10 dies per l'expresident i va emetre l'Ordre Administrativa núm. 269 que detallava els preparatius necessaris per a un funeral d'estat. Arroyo estava de visita d'estat als Estats Units en el moment de la mort d'Aquino i va tornar a les Filipines el 5 d'agost, interrompent la seva visita per presentar els seus últims respectes a Aquino. Els fills d'Aquino van rebutjar l'oferta d'Arroyo d'un funeral d'estat per a la seva mare.
Totes les esglésies de les Filipines van celebrar misses de rèquiem simultàniament a tot el país i totes les oficines governamentals van onejar la bandera filipina a mig pal. Hores després de la seva mort, el cos d'Aquino reposava per a la vista pública al campus de La Salle Green Hills a Mandaluyong. El 3 d'agost de 2009, el cos d'Aquino va ser traslladat de La Salle Green Hills a la catedral de Manila a Intramuros, durant la qual centenars de milers de filipins van omplir els carrers per veure i escortar el cos de l'exlíder. De camí a la catedral, el seguici fúnebre d'Aquino va passar per l'avinguda Ayala de Makati, aturant-se davant del monument al seu marit Ninoy, on es van reunir multituds de dolguts que van cantar l'himne patriòtic de protesta  Bayan Ko. El taüt d'Aquino va ser portat a l'interior de la catedral a mitja tarda d'aquell dia. Després de la seva mort, totes les diòcesis catòliques romanes del país van celebrar misses de rèquiem.
El 4 d'agost de 2009, Bongbong Marcos i Imee Marcos, dos fills prominents del difunt expresident Ferdinand Marcos, van presentar els seus últims respectes a Aquino malgrat la llarga disputa entre les dues famílies. Els germans Marcos van ser rebuts per les filles d'Aquino, María Elena, Aurora Corazón i Victoria Elisa.
El matí del 5 d'agost de 2009 es va celebrar una missa de rèquiem final, amb la concelebració de l'arquebisbe de Manila, el cardenal Gaudencio Rosales, el bisbe de Balanga Socrates B. Villegas i altres clergues d'alt rang. La filla d'Aquino, Kris, va parlar en nom de la seva família cap al final de la missa. El taüt d'Aquino, cobert amb banderes, va ser escortat des de la catedral fins al Manila Memorial Park de Parañaque, on va ser enterrada al costat del seu marit al mausoleu familiar. La processó fúnebre d'Aquino va trigar més de vuit hores a arribar al lloc de l'enterrament, ja que desenes de milers de civils s'alineaven al llarg del camí per presentar els seus respectes. Els helicòpters UH-1 de la Força Aèria Filipina van omplir la processó de confeti groc i els vaixells atracats al port de Manila van fer sonar les sirenes per saludar el difunt president.

## En la cultura popular
El 2008, es va representar al Teatre Meralco una obra musical sobre Aquino titulada Cory, the Musical. Va ser escrita i dirigida per Nestor Torre Jr. i protagonitzada per Isay Alvarez com a Aquino. El musical presentava un llibret de 19 cançons originals compostes per Lourdes Pimentel, esposa del senador Aquilino Pimentel Jr.